# NGC 475
NGC 475 je galaksija u zviježđu Ribe.

## Vanjske poveznice
- SEDS: NGC 475